# Lotus 76
La Lotus 76 è una monoposto di Formula 1  progettata da Colin Chapman, Tony Rudd e Ralph Bellamy per la stagione 1974. La vettura era un'evoluzione della Lotus 72 con motore Ford Cosworth DFV e con una nuova aerodinamica.

## Descrizione

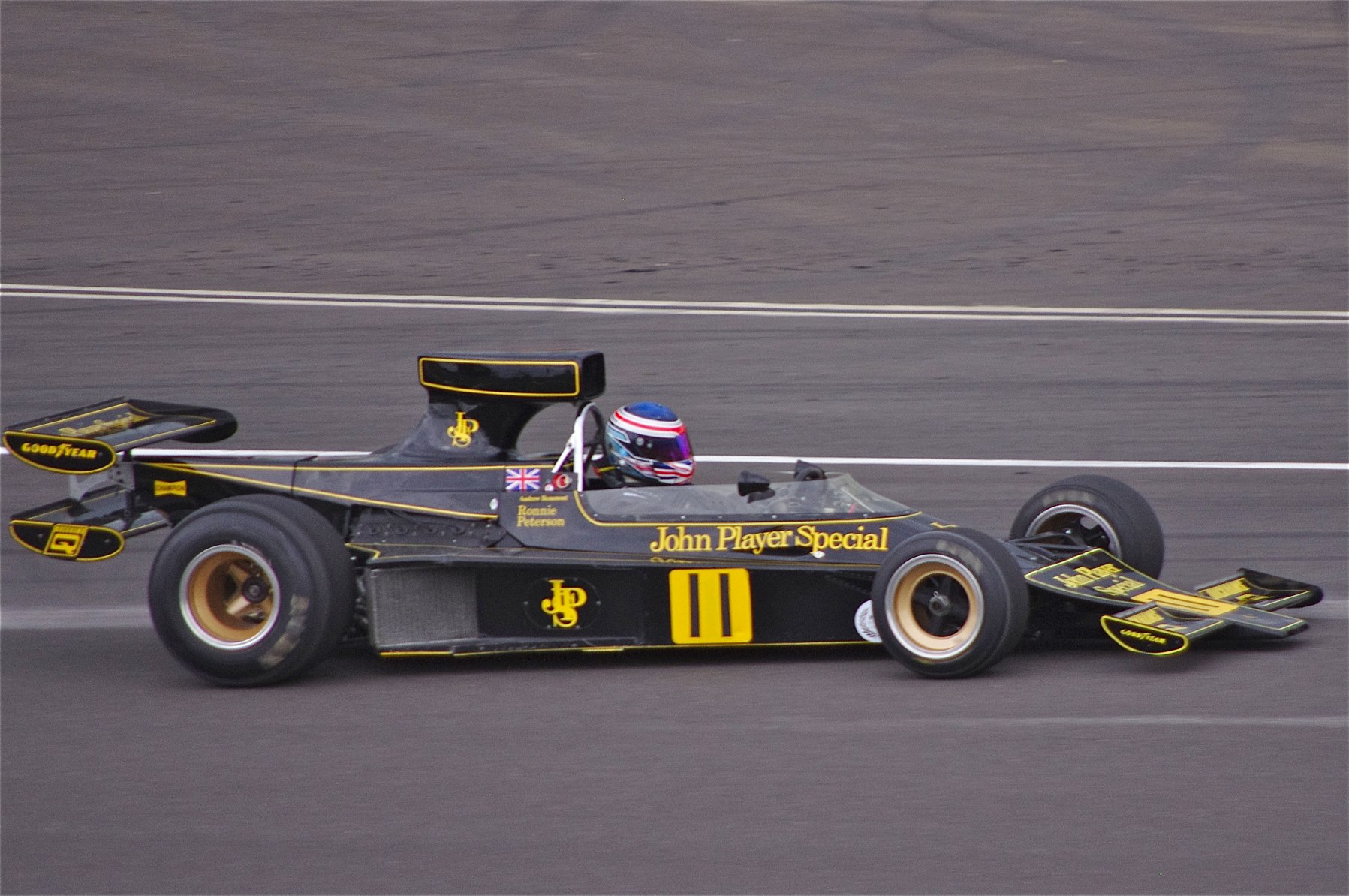
Lotus 76 con la caratteristica doppia ala posteriore

Il telaio era stato alleggerito e la monoscocca era ora più stretta e bassa. Il passo della 76 era stato allungato e la vettura era ora dotata di una alettone biplano nella parte posteriore per aumentare la deportanza e la stabilità. In più era stata montata una frizione ad azionamento elettronico, che precorreva le moderne trasmissioni semiautomatiche montate sulle successive vetture da Formula 1. Il sistema di controllo era stato montato nella leva del cambio e questo sistema doveva rendere più rapide le cambiate. La Lotus 76 doveva rappresentare per il Team Lotus un grande passo avanti tecnologico. Vista dall'esterno la vettura aveva un aspetto filante. La sistemazione delle sospensioni ed i freni erano entrobordo, soluzione già presente sulla precedente Lotus 72.
Lo sviluppo della vettura venne finanziato dallo sponsor principale, la John Player Special, e pertanto alla 76 fu dato il numero di telaio John Player Special Mk.I. Dopo le prime prove effettuate da Ronnie Peterson e Jacky Ickx, entrambi i piloti riportarono che la vettura mancava di feeling e che la frizione automatica era fonte di problemi. Il sistema venne modificato ma i due piloti continuarono a non ritenerla all'altezza delle frizioni convenzionali.
Altri problemi emersero con l'installazione del motore che portò ad avarie meccaniche. Dopo il Gran Premio di Spagna di Jarama, Peterson e Ickx insistettero per ritornare alla Lotus 72 con la quale Peterson si inserì nella lotta per il titolo. Chapman rispose aggiornando la Lotus 76 alla versione Lotus 76B con un miglior sistema di raffreddamento e fiancate laterali allargate, ma il Team alla fine prese atto che la 76 non fosse all'altezza delle precedenti monoposto. Quindi l'intero progetto venne abbandonato e si continuò ad investire per mantenere competitiva la Lotus 72.